# Airco
The Aircraft Manufacturing Company Limited (Airco) va ser un fabricant d'aeronaus britànic que va operar entre l'any 1912 i el 1920. Airco Va produir milers d'aeronaus per l'exèrcit britànic durant la Primera Guerra Mundial, la majoria de les quals van ser dissenyades pel seu dissenyador en cap, Geoffrey de Havilland. Anunciat el 1918 com l'empresa d'aeronaus més gran del món, Airco va establir la primera línia aèria al Regne Unit, tenint com a empresa subsidiaria Aircraft Transport and Travel Limited. Un superàvit d'aeronaus de la guerra i una manca d'interès del govern en l'aviació va causar que l'empresa tingues moltes perdues, i l'any 1920 va ser venuda a Birmingham Small Arms Company, que va liquidar les seves operacions aquell mateix any.

## Geoffrey de Havilland
Airco va ser establerta el 1912 per George Holt Thomas a The Hyde, Hendon, al nord de Londres, Anglaterra. Dos anys més tard, al enterar-se que Geoffrey de Havilland, què en aquells moments estava a la Royal Aircraft Factory a Farnborough, podria estar disponible, Holt Thomas l'hi va oferir a De Havilland el lloc de dissenyador en cap. Els dissenys de De Havilland a Airco van proporcionar al voltant del 30% de tots els avions d'entrenament, els caces i els bombarders utilitzats per Gran Bretanya i els Estats Units durant la Primera Guerra Mundial.
Els dissenys de De Havilland per Airco van ser marcats amb les seves inicials DH. El seu caça DH.2 de 1916 va ajudar a acabar amb el domini dels Fokker de 1915. Les últimes aeronaus remarcables dissenyades i construïdes per Airco durant la guerra van ser l'avió d'entrenament DH.6, del què es van construir més de 2.280 unitats, i els bombarders lleugers DH.4 i DH.9. Aquests models, i el DH.9A, una versió desenvolupada que va servir durant molts anys després de la guerra amb la Royal Air Force, van ser la base per els primers avions comercials que dissenyaria De Havilland, incloent els Airco DH.16 i DH.18 que van ser operats per Aircraft Transport and Travel Limited, la primera línia aèria establerta al Regne Unit, què també era propietat de George Holt Thomas.

## Producció durant la guerra
La revista Flight va informar el 1920 que, durant el període d'agost de 1914 a novembre de 1918 les aeronaus D.H. d'Airco construïdes a la Gran Bretanya i als Estats Units, comprenien aproximadament el 30% del nombre total d'avions d'aquests dos aliats. William Taylor Birchenough treballava com a pilot de proves per l'empresa l'agost de 1914.
El desembre de 1918, Holt Thomas va publicitar que Airco era l'empresa d'aeronaus més gran del món i construïa avions, motors i hèlices en grans qüantitas, així com dirigibles i hidrocanoes. Els motors que incorporaven els avions eren motors rotatius Gnome i Le Rhone fabricats per la mateixa empresa sota llicència. La fàbrica de l'empresa a Hendon emprava entre 7.000 i 8.000 persones i tenia la maquinària més moderna, un laboratori de testeig de materials, i un túnel de vent. Airco produïa de mitjana una aeronau nova cada 45 minuts.

## Primers vols internacionals diaris

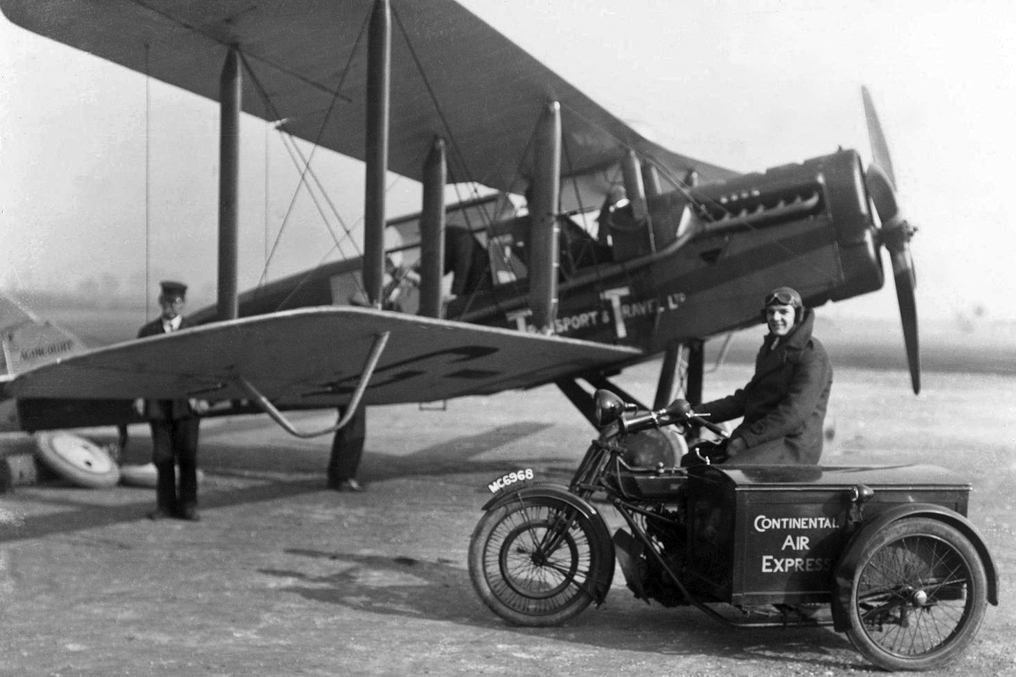
Airco DH.16 utilitzat per Aircraft Transport i Travel Limited

Aircraft Transport and Travel Limited, una filial de Airco, va començar el primer servei internacional diari regular del món el 25 d'agost de 1919, entre Hounslow Heath Aerodrome i Le Bourget. Per aquest servei es va utilitzar el DH.16.

## Venda a BSA i liquidació de la companyia
Després del final de les hostilitats, el gran nombre d'aeronaus sobreres de la guerra, grans fluctuacions en la confiança en la empresa, i la manca d'interés en proporcionar qualsevol forma de suport, Airco va acumular moltes perdues. Thomas va posar tots els recursos per vendre Airco a un fabricant de cotxes. Airco I BSA, empresa mare de Daimler, van anunciar l'1 de març de 1920 que Airco s'havia unit a la Birmingham Small Arms Company.
Pocs dies després BSA va descobrir què Airco es trobava en un estat financer pitjor que el que havia dit Thomas, el que va fer que sigues expulsat del seu lloc directiu i es va procedir a liquidar l'empresa.
Amb l'ajuda de Thomas, de Havilland va comprar les accions necessàries per formar la de Havilland Aircraft Company el 1920.
Aircraft Transport and Travel, que també va ser comprada per BSA es van transformar en la Daimler Airway i Daimler Air Hire a principis de 1921.

## Llistat d'aeronaus
- Airco DH.1:(1915) – Caça biplà biplaça monomotor.
  - Airco DH.1A - Aproximadament 70 unitats construïdes amb motors Beardmore.
- Airco DH.2 (1915) – Caça monoplaça monomotor
- Airco DH.3 (1916) – Bombarder biplaça bimotor.Tan sols es van construir dos prototipus que servirien de base pel disseny posterior del DH.10
  - Airco DH.3A - Segon prototipus amb un motor Beardmore.
- Airco DH.4 (1916) – Bombarder biplaça bimotor amb configuració tractora, a diferència dels models anterior que tenien configuració propulsora.
  - Airco DH.4 Una versió Civil construïda al Regne Unit.
  - Airco DH.4R Avió de competició amb un motor Napier Lion de 450 hp.
- Airco DH.5 (1916) – Caça monoplaça monomotor.
- Airco DH.6 (1916) – Biplà amb dues places monomotor.
- Airco DH.9 (1917) – Bombarder biplà diürn biplaça i amb un sol motor.
  - Airco DH.9A (1918)- Variant del DH.9 motor Liberty.
  - Airco DH.9C (1921) - Variant en versió de transport de passatgers.
- Airco DH.10 Amiens (1918) – Bombarder bimotor. El primer prototipus va utilitzar configuració de propulsió i el segon amb configuració tractora. Fabricat per Daimler.
  - DH.11 Oxford (1919) Variant del DH.10 amb motors radials. No es va arribar a produir i tan sols es va fer un prototipus.
- Airco DH.15 Gazelle (1919) - Una aeronau DH.9 utilitzada com a banc de proves per motors.
- Airco DH.16 (1919) - Redisseny del DH.9A amb una cabina per a quatre passatgers. Utilitzat com a avió de línia.
- Airco DH.18 (1920) – Biplà monomotor amb cabina per a vuit passatgers.